# 瓦伊昂
瓦伊昂（義大利語：Vajont），又译为瓦永特，是意大利弗留利-威尼斯朱利亚大区波代诺内省的一个市镇，1971年在瓦伊昂大壩事件之後由倖存者組成。总面积1.58平方公里，人口1759人，人口密度1113.3人/平方公里（2009年）。ISTAT代码为093052。

## 历史
此市镇在1971年设立于原属马尼亚戈市镇的土地上，用以安置1963年瓦伊昂大坝灾难后的埃尔托和卡索市镇的居民。